# 고지마 료스케
고지마 료스케(일본어: 小島 亨介, 1997년 1월 30일 ~ )는 일본의 축구 선수이다.

## 구단 경력
2019년 J1리그의 오이타 트리니타에 입단하였다. 2020년 J2리그의 알비렉스 니가타로 이적했다. 2022년 J2리그 우승으로 J1리그로 승격하였다. 2025년 가시와 레이솔로 이적했다.

## 국가대표팀 경력
그는 2017년 FIFA U-20 월드컵에 참가할 일본 U-20 국가대표팀에 발탁되었으며, 4경기에 출전했다.
2018년 AFC U-23 축구 선수권 대회, 2018년 아시안 게임에 참가할 일본 U-23 국가대표팀에도 발탁되었다. 아시안 게임 은메달 획득에 기여했다.
2019년 코파 아메리카에 참가할 일본 국가대표팀에 선발되었으나 경기에 출전하지는 못하였다. 2019년 EAFF E-1 풋볼 챔피언십에도 발탁되었다.
2020년 AFC U-23 축구 선수권 대회에도 출전했다.